# Eilema deplana
Eilema deplana är en fjärilsart som beskrevs av Eugen Johann Christoph Esper 1787. Eilema deplana ingår i släktet Eilema och familjen björnspinnare. Inga underarter finns listade i Catalogue of Life.

## Bildgalleri

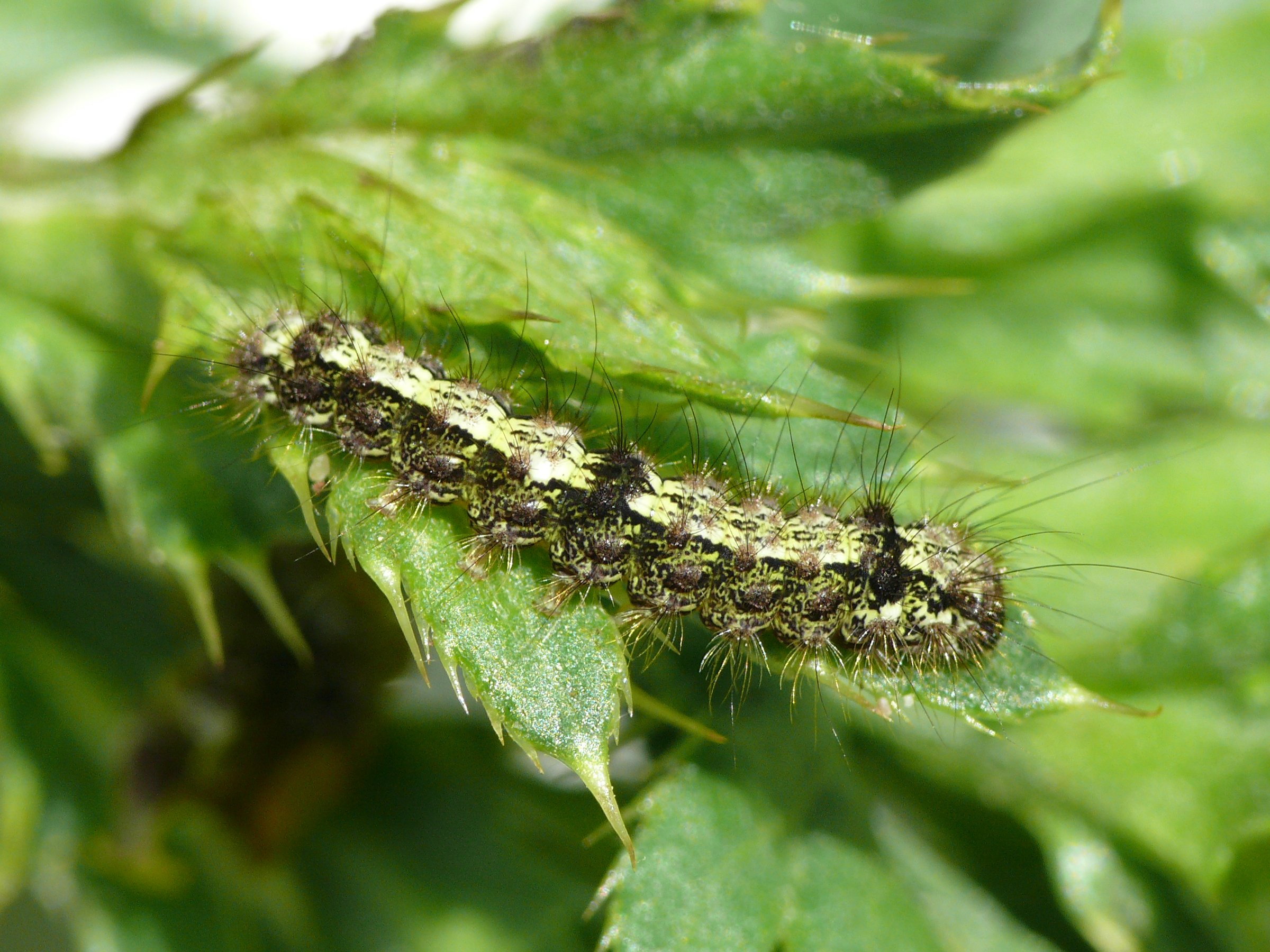
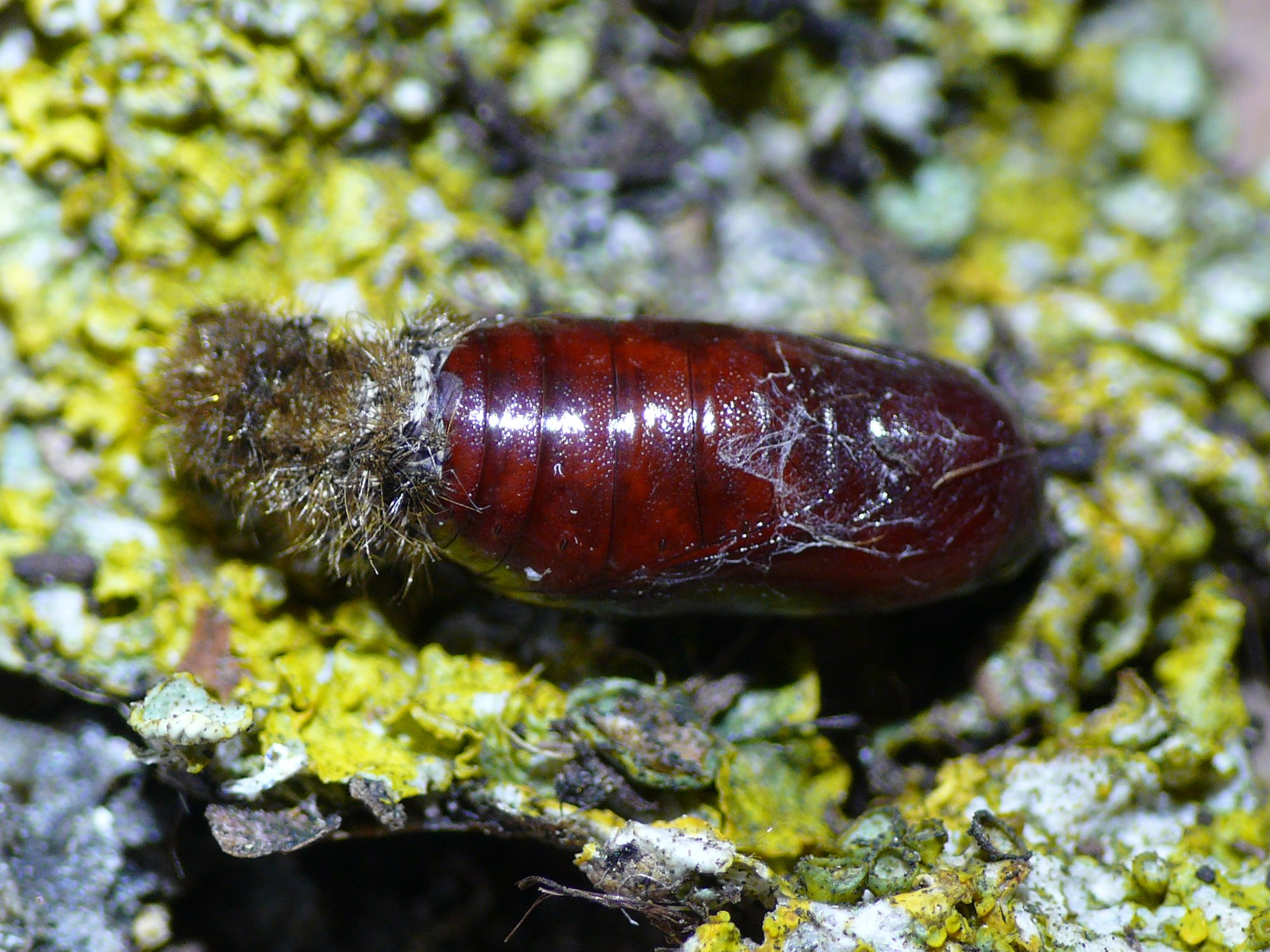
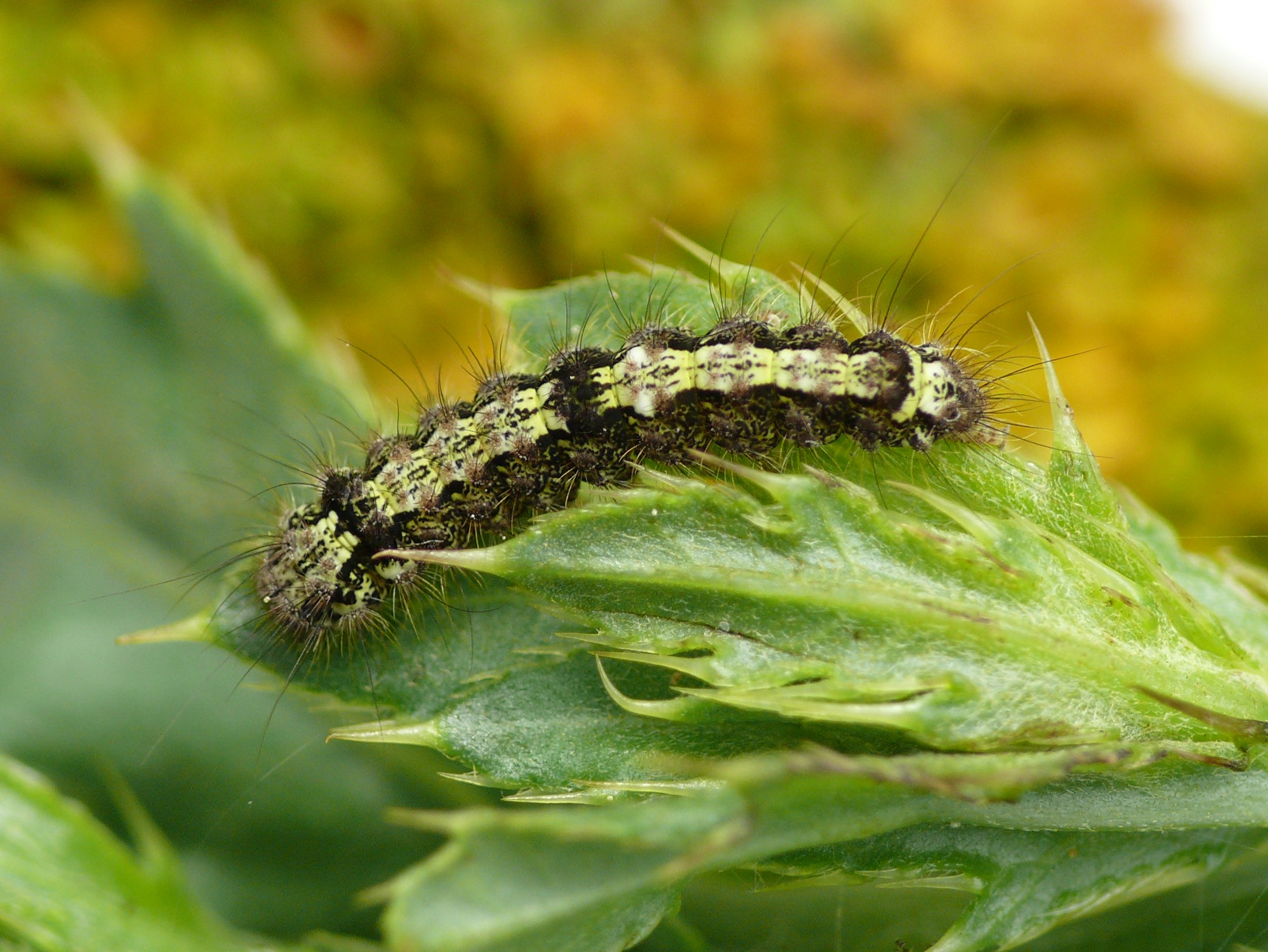